# ویکتوریا وتری

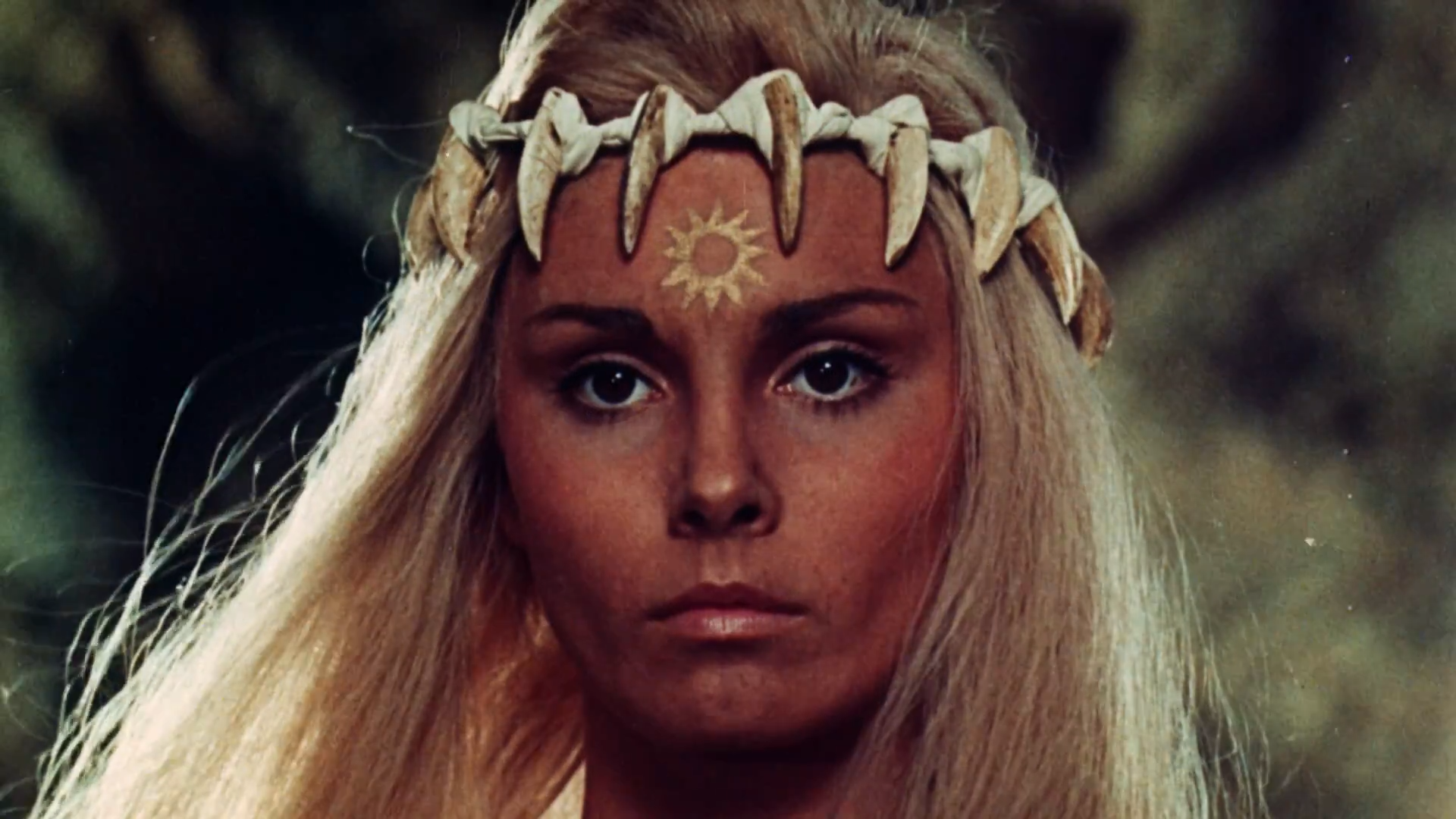
ویکتوریا وتری در سن ۲۶ سالگی در صجنه‌ای از فیلم when dinosaurs ruled the earth

ویکتوریا وتری (انگلیسی: Victoria Vetri؛ زادهٔ ۲۶ سپتامبر ۱۹۴۴) یک هنرپیشه اهل ایالات متحده آمریکا است.
از فیلم‌هایی که وی در آن نقش داشته است، می‌توان به بچه رزماری و یورش دختران زنبوری و وقتی که دایناسورها بر زمین حکم‌رانی کردند  اشاره کرد.